# Liophis maryellenae
Liophis maryellenae este o specie de șerpi din genul Liophis, familia Colubridae, descrisă de Dixon 1985. Conform Catalogue of Life specia Liophis maryellenae nu are subspecii cunoscute.